# Альфонсіна Агахозо
Альфонсіна Агахозо (18 липня 1996) — руандійська плавчиня.
Учасниця Олімпійських Ігор 2012 року.